# Sieben Schätze des Longchen Rabjam
| Tibetische Bezeichnung                        |
| --------------------------------------------- |
| Wylie-Transliteration: klong chen mdzdod bdun |
| Andere Schreibweisen: Dzö dün                 |
| Chinesische Bezeichnung                       |
| Traditionell: 隆欽七藏                        |
| Vereinfacht: 隆钦七藏                         |
| Pinyin:Longqin qizang                         |

Sieben Schätze des Longchen Rabjam (tib.  kLong-chen mdzod-bdun ) sind im 14. Jahrhundert von Longchen Rabjam (1308–1364), auch Longchenpa genannt – einem der wichtigsten Dzogchen-Gelehrten aus der Tradition der Nyingma-Schule des Tibetischen Buddhismus – verfasste Texte, die als sein Hauptwerk gelten. Die buddhistische Übungspraxis des Dzogchen legt ihr Hauptgewicht auf Erkennung und Verwirklichung der wahren Natur des Bewusstseins (rig pa).
Die Texte bilden einen Bestandteil des Nyingma-Shedra-Curriculums.

## Übersicht
(deutsche Titelübersetzung/chinesisch/englisch/tibetisch/deutsche Umschrift/Umschrift nach Wylie)
1) Schatz der philosophischen Lehrsätze《宗轮藏》(The Treasury of Philosophical Tenets, tib. གྲུབ་མཐའ་མཛོད་, Drubta Dzö; Wyl. grub mtha' mdzod)
2)  Schatz des Vorzüglichsten Fahrzeugs《妙乘藏》(The Treasury of the Supreme Vehicle, tib. ཐེག་མཆོག་མཛོད་, Thegchog Dzö; Wyl. theg mchog mdzod)
3) Wünsche erfüllender Schatz《如意藏》(The Wish Fulfilling Treasury, tib. ཡིད་བཞིན་མཛོད་, Yishin Dzö; Wyl. yid bzhin mdzod)
4) Schatz der Kernunterweisungen《窍诀藏》(The Treasury of Pith Instructions, tib. མན་ངག་མཛོད་, Mengag Dzö; Wyl. man ngag mdzod)
5) Schatz des Dharmadhatu《法界藏》(The Treasury of Dharmadhatu, tib. ཆོས་དབྱིངས་མཛོད་, Chöying Dzö; Wyl. chos dbyings mdzod)
6) Schatz des Natürlichen Zustandes《本性藏》(The Treasury of the Natural State, tib. གནས་ལུགས་མཛོད་, Nelug Dzö; Wyl. gnas lugs mdzod)
7) Schatz der Worte und der Bedeutung《句义藏》, (The Treasury of Word and Meaning, tib. ཚིག་དོན་མཛོད་, Tshigdön Dzö; Wyl. tshig don mdzod)

## Ausgaben
- Dege (Derge)

### Online
- dharmadownload.net: Seven Great Treasures by kun mkhyen klong chen rab 'byams (LONGCHEN RABJAM)